# Athens Open 1991
L'Athens Open 1991 è stato un torneo di tennis giocato sulla terra rossa. È stata la 6ª edizione del torneo, che fa parte della categoria World Series nell'ambito dell'ATP Tour 1991. Si è giocato ad Atene in Grecia dal 30 settembre al 7 ottobre 1991.

## Campioni

### Singolare maschile
Sergi Bruguera ha battuto in finale  Jordi Arrese con il punteggio di 7–5, 6–3

### Doppio maschile
Jacco Eltingh /  Mark Koevermans hanno battuto in finale  Menno Oosting /  Olli Rahnasto con il punteggio di 5–7, 7–6, 7–5